# Luật rừng (chương trình truyền hình)
Luật rừng (Tiếng Anh: Law of the Jungle, tiếng Hàn Quốc: 정글의 법칙) là một chương trình truyền hình thực tế-tài liệu của Hàn Quốc trên kênh SBS. Nó được phát sóng lần đầu tiên vào 21 tháng 10 năm 2011. Chương trình này pha trộn giữa chương trình thực tế, tài liệu tự nhiên, và về con người; một khái niệm mới về chương trình. Những dàn diễn viên nổi tiếng phải đi đến những nơi có điều kiện thấp, vùng đất thiên nhiên để họ có thể tự sinh tồn và trải nghiệm kinh nghiệm sống với người dân bản xứ và mọi người. Ban đầu nó được phát sóng vào 11:05 tối KST thứ sáu, chương trình đã được chuyển vào Good Sunday từ 6 tháng 5 năm 2012, phát sóng trước chương trình Running Man vào lúc 5:00 chiều, thay thế cho K-pop Star mùa 1. Với sự trở lại của K-pop Star mùa 2 với Good Sunday, chương trình đã quay trở lại phát sóng vào tối thứ 6 nhưng vào lúc 10:00 tối từ ngày 16 tháng 11 năm 2012. Ban đầu chương trình phát sóng là Luật rừng của Kim Byung-man (tiếng Hàn Quốc: 김병만의 정글의 법칙) dành riêng "tù trưởng" Kim Byung-man, cái tên tiêu đề "Kim Byung-man" đã được gỡ bỏ từ tập 40.
Phiên bản đặc biệt của chương trình được phát sóng với các dàn diễn viên khác không nằm trong khung giờ cố định. Law of the Jungle W (W dành cho nữ) dành cho tất cả các diễn viên nữ và thường được phát sóng vào các ngày lễ Seollal và Chuseok. Law of the Jungle K (K là trẻ con) dành cho những con trẻ của các ngôi sao, và đã được phát sóng đặc biệt vào Tết Triều Tiên năm 2013.

## Danh sách điểm đến

### Namibia
- Tiêu đề: Luật rừng của Kim Byung-man
- Chủ đề: Sống sót và tồn tại
- Vị trí: Namibia, Châu Phi
- Thành viên: Kim Byung Man, Ricky Kim, Hwang Kwanghee|Hwang Kwang-hee (ZE:A),
- Ngày phát sóng: 21 tháng 10 năm 2011 – 2 tháng 12 năm 2011
- Tập: 1 – 6

### Papua
- Tiêu đề: Luật rừng của Kim Byung-man
- Chủ đề: Jungle Road
- Vị trí: Papua, Indonesia, Đông Nam Á
- Thành viên: Kim Byung-man, Ricky Kim, Hwang Kwanghee|Hwang Kwang-hee (ZE:A]), Noh Woo-jin, Kim Kwang-kyu (actor)|Kim Kwang-kyu, ko: 태미|Tae-mi
- Ngày phát sóng: ngày 9 tháng 12 năm 2011 – ngày 13 tháng 1 năm 2012
- Tập: 7 – 11
- Ghi chú: Kim Kwang-kyu bị giảm sức khỏe trong suốt chuyến đi và trở lại Hàn Quốc sớm. Hwang Kwang-hee thế cho anh nửa đoạn đường.[7]

### Vanuatu
- Tiêu đề: Good Sunday - Luật rừng của Kim Byung-man ở Vanuatu
- Chủ đề: Sự tiến hóa của bộ lạc
- Vị trí: Vanuatu, Châu Đại Dương
- Thành viên: Kim Byung-man, Noh Woo-jin, Ricky Kim, Hwang Kwanghee|Hwang Kwang-hee (ZE:A), Yoshihiro Akiyama|Choo Sung-hoon, Park Si-eun (actress born 1980)|Park Si-eun
- Ngày phát sóng: 6 tháng 5 năm 2012 – 8 tháng 7 năm 2012
- Tập: 13 – 22

### Siberia
- Tiêu đề: Good Sunday - Luật rừng của Kim Byung-man ở Siberia
- Chủ đề: Con đường cuối của Trái Đất
- Vị trí: Siberia, Nga, Bắc Á
- Thành viên: Kim Byung-man, Noh Woo-jin, Ricky Kim, Hwang Kwanghee|Hwang Kwang-hee (ZE:A), Lee Tae-gon
- Ngày phát sóng: 15 tháng 7 năm 2012 – 26 tháng 8 năm 2012
- Tập: 23 – 28
- Ghi chú: Hwang Kwang-hee chịu chấn thương trong suốt chuyến đi và trở về Hàn Quốc sớm.[8]

### Madagascar
- Tiêu đề: Good Sunday - Luật rừng của Kim Byung-man ở Madagascar
- Chủ đề: Khám phá kho báu bị mất
- Vị trí: Madagascar, Châu Phi
- Thành viên: Kim Byung-man, Noh Woo-jin, Ricky Kim, Ryu Dam, Park Jung-chul, Jeon Hye-bin, Jeong Jin-woon (2AM)
- Ngày phát sóng: 2 tháng 9 năm 2012 – 16 tháng 11 năm 2012
- Tập: 29 – 40
- Ghi chú: Tập cuối được phát sóng vào thứ 6, tách ra khỏi Good Sunday trở lại với K-pop Star mùa 2.

### Amazon & Galapagos
- Tiêu đề: Luật rừng ở Amazon/Galapagos
- Địa điểm: Rừng mưa Amazon & Quần đảo Galápagos, Ecuador, Nam Mỹ
- Thành viên: Kim Byung-man, Noh Woo-jin, Choo Sung-hoon, Park Jung-chul, Park Sol-mi, Mir (MBLAQ)
- Ngày phát sóng: 28 tháng 12 năm 2012 – 1 tháng 3 năm 2013
- Tập: 41 – 50

### New Zealand
- Tiêu đề: Luật rừng ở New Zealand
- Chủ đề: Trở về với mục đích ban đầu
- Địa điểm: New Zealand, Châu Đại Dương
- Members: Kim Byung-man, Noh Woo-jin, Ricky Kim, Park Jung-chul, Jung Suk-won, Park Bo-young, Lee Pil-mo
- Ngày phát sóng: 8 tháng 3 năm 2013 – 10 tháng 5 năm 2013
- Tập: 51 – 60
- Ghi chú: Một cuộc tranh cãi lớn đã xảy ra liên quan đến các khía cạnh thực tế của chương trình, khi một bài viết của CEO công ty quản lý của Park Bo-young trên Facebook cho rằng toàn bộ chương trình là giả.[9]

### Himalayas
- Tiêu đề: Luật rừng ở dãy Himalaya
- Địa điểm: Himalaya, Nepal, Nam Á
- Thành viên: Kim Byung-man, Noh Woo-jin, Park Jung-chul, Ahn Jung-hwan, Oh Ji-eun, Jung Joon, Kim Hye-seong
- Ngày phát sóng: 17 tháng 5 năm 2013 – 19 tháng 7 năm 2013
- Tập: 61 – 70

### Carribean/Rừng Maya
- Tiêu đề: Luật rừng ở Carribean/Rừng Maya
- Chủ đề: Sự kiên trì
- Địa điểm: Vùng Caribe & Belize, Trung Mỹ
- Thành viên: Kim Byung-man, Noh Woo-jin, Ryu Dam, Kim Sung-soo, Cho Yeo-jeong, Oh Jong-hyuk, Lee Sung-yeol (Infinite)
- Ngày phát sóng: 26 tháng 7 năm 2013 – 27 tháng 9 năm 2013
- Tập: 71 – 80

### Savanna
- Tiêu đề: Luật rừng ở Savanna
- Chủ đề: Tự lực
- Địa điểm: Tanzania, Đông Phi
- Thành viên: Kim Byung-man, Noh Woo-jin, Ryu Dam, Lee Kyu-han, Kim Won-jun, Han Eun-jung, Jung Tae-woo[10]
- Ngày phát sóng: 4 tháng 10 năm 2013 – 13 tháng 12 năm 2013
- Tập: 81 – 89

### Micronesia
- Tiêu đề: Luật rừng ở Micronesia
- Địa điểm: Liên bang Micronesia, Châu Đại Dương
- Thành viên: Kim Byung-man, Ryu Dam, Park Jung-chul, Oh Jong-hyuk, Im Won-hee, Ye Ji-won, Si-wan (ZE:A), Chanyeol (EXO)[11]
- Ngày phát sóng: 20 tháng 12 năm 2013 – 21 tháng 2 năm 2014
- Tập: 90 – 99
- Ghi chú: Chan-yeol và Si-wan đã thể hiện "Tiếp sức Sống sót", với Chan-yeol tham gia vào tuần đầu tiên (tập 1–5) rồi trở về Hàn Quốc, và Si-wan cùng các thành viên vào tuần thứ hai (tập 5–9).

### Borneo
- Tiêu đề: Luật rừng ở Borneo: Đấu trường sinh tử
- Chủ đề: Homo Ludens
- Địa điểm: Dinawan Island, Sabah Malaysia, Borneo, Đông Nam Á
- Members: Kim Byung-man, Im Won-hee, Bong Tae-gyu, Hwang Hyun-hee, Lee Young-ah, Seo Ha-jun, Onew (Shinee), Dong-jun (ZE:A)
- Khách mời đặc biệt tập 100: Hwang Kwang-hee (ZE:A), Choo Sung-hoon, Jeon Hye-bin, Oh Jong-hyuk
- Ngày phát sóng: 28 tháng 2 năm 2014 – 2 tháng 5 năm 2014
- Tập: 100 – 107
- Ghi chú: Hwang Hyun-hee và Onew đã thể hiện "Tiếp sức Sống sót", với Hwang Hyun-hee tham gia tập 4–6 và Onew cùng các thành viên vào tuần thứ hai (tập 6–8).

### Brazil
- Tiêu đề: Luật rừng ở Brazil
- Chủ đề: Cuộc truy lùng nặc danh
- Địa điểm: Brazil, Nam Mỹ
- Thành viên: Kim Byung-man, Oh Jong-hyuk, Ye Ji-won, Bong Tae-gyu, Lee Min-woo (Shinhwa), Bae Sung-jae, Onew (Shinee), Kangin (Super Junior), Hyuk (VIXX)
- Ngày phát sóng: 9 tháng 5 năm 2014 – 4 tháng 7 năm 2014
- Tập: 108 – 116
- Ghi chú: Lee Min-woo, Onew, Kangin và Hyuk đã thể hiện "Tiếp sức Sống sót", với Lee Min-woo và Onew tham gia vào tuần đầu tiên (tập 1–5) rồi trở về Hàn Quốc, Kangin và Hyuk cùng các thành viên vào tuần thứ hai (tập 5–9).

### Ấn Độ Dương
- Tiêu đề: Luật rừng ở Ấn Độ Dương
- Địa điểm: Ấn Độ Dương, Đảo Reunion
- Thành viên: Kim Byung-man, Kim Seung-soo, Park Hwi-soon, Kang Ji-sub, Uee (After School), Niel (Teen Top), James (Royal Pirates)
- Ngày phát sóng: 11 tháng 7 năm 2014 – 5 tháng 12 năm 2014
- Tập: 117 – 125

### Quần đảo Solomon
- Tiêu đề: Luật rừng ở Quần đảo Solomon
- Chủ đề: Quyết định của Solomon
- Địa điểm: Quần đảo Solomon, Châu Đại Dương
- Thành viên: Kim Byung-man, Ryu Dam, Park Jung-chul, Jung Doo-hong, Kim Gyu-ri, Kim Tae-woo, Lee Jae-yoon, Dana (The Grace), Kwon Oh-joong, Tao, Kikwang (Beast)
- Khách mời đặc biệt: Yoon Do-hyun
- Ngày phát sóng: 12 tháng 9 năm 2014 – 21 tháng 11 năm 2014
- Tập: 126 – 136

### Costa Rica
- Tiêu đề: Luật rừng ở Costa Rica
- Chủ đề: Eco Survival
- Địa điểm: Costa Rica
- Thành viên: Kim Byung-man, Ryu Dam, Park Jung-chul, Im Chang-jung, Jung Man-sik, Lee Tae-im, Lee Changmin, Seo Ji-seok, Jang Dong-woo (INFINITE)
- Ngày phát sóng: 28 tháng 11 năm 2014 – 23 tháng 1 năm 2015
- Tập: 137 – 145

### Palau
- Tiêu đề: Luật rừng cùng những người bạn
- Địa điểm: Palau
- Thành viên: Kim Byung-man, Ryu Dam, Yoon Se-ah, Son Ho-jun, Baro (B1A4), Sam Okyere, Sam Hammington, Yook Joong-wan (Rose Motel), Jo Dong-hyuk
- Ngày phát sóng: 30 tháng 1 năm 2015 – 20 tháng 5 năm 2015
- Tập: 146 – 153

### Đông Dương
- Tiêu đề: Luật rừng ở Đông Dương
- Chủ đề: Luật rừng Family Outing!
- Địa điểm: Việt Nam, Bán đảo Đông Dương
- Thành viên: Kim Byung-man, Ryu Dam, Son Ho-jun, Raymon Kim, Kim Jong-min, Lim Ji-yeon, Park Hyung-sik, Seo In-guk, Jang Su-won, Lee Sung-jae
- Ngày phát sóng: 27 tháng 3 năm 2015 – 22 tháng 5 năm 2015
- Tập: 154 – 162

### Quần đảo Yap
- Tiêu đề: Luật rừng ở Yap
- Chủ đề: Chiến tranh của đá
- Location: Quần đảo Yap
- Thành viên: Kim Byung-man, Ryu Dam, Park Han-byul, Kangnam, Ryu Seung-soo, Lee Jung-jin, Bae Soo-bin, Yoon Sang-hyun, Lee Yi-kyung, Eun Ji-won, Jeong Jinwoon, Dasom (Sistar)
- Ngày phát sóng: 29 tháng 5 năm 2015 – 17 tháng 7 năm 2015
- Tập: 163 – 170

### Vương quốc Ẩn náu Đặc biệt ở Brunei
- Tiêu đề: Luật rừng ở Vương quốc Ẩn náu Đặc biệt
- Địa điểm: Brunei
- Thành viên: Kim Byung-man, Jeong Jun-ha, Shim Hyung-tak, Do Sang-woo, Jeong Jinwoon, Sam Hammington, Nam Gyu-ri, Jun Hyoseong (Secret), Lee Tae-gon, Ryu Dam, Seo Hyo-rim, HaHa, Park Chanyeol (EXO), Choi Mino (Freestyle)
- Ngày phát sóng: 24 tháng 7 năm 2015 – 4 tháng 9 năm 2015
- Tập: 171 – 174: Nửa đầu của Vương quốc Ẩn náu Đặc biệt
- Tập: 175 – 177: Nửa sau của Vương quốc Ẩn náu Đặc biệt
- Ghi chú:
  - Đây là tập đặc biệt cho nhóm thứ 20 vào rừng. Tập đặc biệt này sẽ được chia thành hai phần với mỗi phần gồm các thành viên hoàn toàn mới (không bao gồm Kim Byung-man). Nửa đầu tiên sẽ bao gồm Jeong Jun-ha, Shim Hyung-tak, Do Sang-woo, Jung Jinwoon, Sam Hammington, Nam Gyu-ri, và Jun Hyoseong. Nửa thứ hai sẽ bao gồm Lee Tae-gon, Ryu Dam, Seo Hyo-rim, Haha, Park Chanyeol và Choi Mino của Freestyle.
  - Park Chanyeol đã sản xuất OST đặc biệt Last Hunter cho tập ở Brunei.

### Nicaragua
- Tiêu đề: Luật rừng ở Nicaragua
- Chủ đề: Triathlon Survival
- Địa điểm: Nicaragua & Caribbean
- Thành viên: Kim Byung-man, Ryu Dam, Hani (ca sĩ)|Hani (EXID), Jackson Wang (Got7), Bang Minah (Girl's Day), N (singer)|N (VIXX), Kim Tae-woo (singer)|Kim Tae-woo, Hyun Joo-yup, Dong Hyun Kim, Choi Woo-shik, Jo Han-sun, Go Joo-won, Kim Ki-bang, Lee Mi-do (이미도 (배우)|ko), Kim Hee-jung (actress born 1992)|Kim Hee-jung, Yoo Seung-ok (유승옥|ko)
- Ngày phát sóng: 11 tháng 9 năm 2015 – 30 tháng 10 năm 2015
- Tập: 178 – 180 Triathlon Survival
- Tập: 181 – 184 Tìm ra Big 3
- Tập: 184 – 185 Gửi tôi đi (Luật rừng kỉ niệm 4 năm phát sóng, ghi hình ở Carribean.)

### Samoa
- Tiêu đề: Luật rừng ở Samoa
- Chủ đề: Truy tìm Kho báu
- Địa điểm: Samoa
- Thành viên: Kim Byung-man, Lee Won-jong, Joon Park|Park Joon-Hyung, Jo Dong-hyuk, Sam Hammington, Kang Kyun-Sung, Hwang Chi-yeul, Lee Sang-yeob, Wang Ji-hye, Gong Hyun-joo, Jung Joon-Young, Yoon Doo-joon|Yoon Doo-Joon (Beast (ban nhạc)|BEAST), Yong Jun-hyung (Beast (ban nhạc)|BEAST), Na Hae-ryung|Hae-ryung Bestie (ban nhạc)|(BESTie)
- Ngày phát sóng: 6 tháng 11 năm 2015 – 1 tháng 1 năm 2016
- Tập: 186 – 194

### Panama
- Tiêu đề: Luật rừng ở Panama
- Chủ đề: Sống sót ở Xứ lạ (Nửa đầu), Tìm Vàng (Nửa sau)
- Địa điểm: Panama
- Thành viên: Kim Byung-man, Hwanhee (Fly to the Sky), Lee Jang-woo, Son Eun-seo, Hong Jong-hyun, Oh Ji Ho, Hwang Woo-seul-hye, Park Yu-hwan, Ahn Se-ha, Yoon Bo-ra|Bora (Sistar), Lee Sung-yeol|Sungyeol (Infinite (ban nhạc)|Infinite), Lee Jong-won
- Ngày phát sóng: 8 tháng 1 năm 2016 – 26 tháng 2 năm 2016
- Tập: 195 – 202

### Tonga
- Tiêu đề: Luật rừng ở Tonga
- Địa điểm: Tonga
- Thành viên: Kim Byung-man, Seo Kang-Joon (5urprise), Kim Seolhyun|Kim Seol-hyun (AOA (ban nhạc)|AOA), Lee Sung-jong (Infinite), Hong Yoon-hwa, Jota (singer)|Jota (Madtown), Sandeul (B1A4), Jeon Hye-bin, Hwang Chan-sung (2PM), Lee Hoon (actor)|Lee Hoon, Go Se-won
- Ngày phát sóng: 4 tháng 3 năm 2016 – 29 tháng 4 năm 2016
- Tập: 203 – 211

### Papua New Guinea
- Tiêu đề: Luật rừng ở Papua New Guinea
- Chủ đề: Dành cho nữ (Nửa đầu), Tồn tại trong Rừng như phim (Nửa sau)
- Đại điểm: Papua New Guinea
- Thành viên: Kim Byung-man, Kangnam (singer)|Kangnam (M.I.B (band)|M.I.B), Oh Ha Young (Apink), Sojin (Girl's Day), Choi Song-hyun, Choi Yoon-young, Kim Ji-min (comedian)|Kim Ji-min, Jang Hee-jin, Leeteuk (Super Junior), Kangin (Super Junior), Shownu (Monsta X), Lee Tae-gon, Jang Hyun-sung
- Ngày phát sóng: 6 tháng 5 năm 2016 – 24 tháng 6 năm 2016
- Tập: 212 – 219
- Ghi chú: Phần phát sóng của Kangin bị cắt do tai nạn giao thông liên quan đến rượu bia.

### New Caledonia
- Tiêu đề: Luật rừng ở New Caledonia
- Chủ đề: Trở lại tuổi 20 (Nửa sau)
- Địa điểm: New Caledonia
- Thành viên: Kim Byung-man, Kwon Yuri (SNSD), Cha Eunwoo (ASTRO), Heo Kyung-hwan, Hong Seok-cheon, Kim Young-kwang, Yoon Park, David Lee McInnis, Jeongyeon (TWICE), Joon Park, Choi Yeo-jin, Han Jae-suk, Hyun Joo-yup
- Ngày phát sóng: 1 tháng 7 năm 2016 – 26 tháng 8 năm 2016
- Tập: 220 – 228
- Ghi chú: Jungyeon phải trở về Hàn Quốc do chấn thương ở mắt cá chân.

### Mông Cổ
- Tiêu đề: Luật rừng ở Mông Cổ
- Chủ đề: Dân du mục
- Địa điểm: Mông Cổ
- Thành viên: Kim Byung-man, Lee Chun-hee, Kim Min-kyo, Park Se-young, Ye Ji-won, Eric Nam, Lee Chang-sub|Changsub (BTOB), Seo In-guk, Lee Sun-bin (actress)|Lee Sun-bin, Kangnam (singer)|Kangnam (M.I.B (band)|M.I.B), Ryu Seung-soo, Julien Kang
- Ngày phát sóng: 2 tháng 9 năm 2016 – 28 tháng 10 năm 2016
- Tập: 229 – 237

### Đông Timor
- Tiêu đề: Luật rừng ở Đông Timor
- Chủ đề: Tập đặc biệt các ca sĩ (Nửa đầu)
- Địa điểm: Đông Timor
- Thành viên: Kim Byung-man, Lee Sang-min, Yoon Min-soo, Hwang Chi-yeul, Yang Yo-seob (BEAST), Kwon Nara (Hello Venus), Jung Joon-young, Kim Hwan (ko), Oh Chang-seok, Yoo In-young, Kwon Oh-joong, Lee Moon-sik, Kangnam (M.I.B)
- Ngày phát sóng: 4 tháng 11 năm 2016 – 30 tháng 12 năm 2016
- Tập: 238 – 246

### Kota Manado
- Tiêu đề: Luật rừng ở Kota Manado
- Chủ đề: Những ngôi sao đang lên của năm 2017
- Địa điểm: Manado, Sulawesi, Indonesia
- Thành viên: Kim Byung-man, Sol Bi, Kim Min-seok, Gong Myung (5urprise), Sungyeol (INFINITE), Jin (BTS), Cheng Xiao (Cosmic Girls), Yoon Da-hoon, Sleepy (Untouchable), Kangnam (M.I.B), Kyungri (Nine Muses), Kang Tae-oh, Yoon Jung-soo, Kim Young-chul.
- Ngày phát sóng: 6 tháng 1 năm 2017 – 3 tháng 3 năm 2017.
- Tập: 247 – 255
- Ghi chú: Jin (BTS) tham gia trong 5 tập đầu rồi trở về Hàn vì có tour diễn cùng với nhóm.

### Sumatra
- Tiêu đề: Luật rừng ở Sumatra
- Chủ đề: Survive on the Land of Disasters
- Địa điểm: Sumatra, Indonesia
- Thành viên: Kim Byung-man, Kangnam (M.I.B), Kim Se-jeong (Gugudan), Kwak Si-yang, BtoB (Sungjae, Peniel), Jo Bo-ah, Shin (Cross Gene), Lee Byung-kyu, KCM, Choi Jong-hoon (F.T. Island), Jo Se-ho, Ji Sang-ryeol.
- Ngày phát sóng: March 17, 2017 – May 12, 2017
- Tập: 256 – 264

### New Zealand
- Tiêu đề: Luật rừng ở New Zealand 2
- Chủ đề: TBA
- Địa điềm: New Zealand, Oceania
- Thành viên: Kim Byung-man, Kangnam (M.I.B), Lee Kyung-kyu, Kim Hwan, Soyou (Sistar), Jung Eun-ji (Apink), Uee (After School), Shindong (Super Junior), Mark (Got7), Park Chul-min, Lee Jae-yoon, Yang Dong-geun, Sung Hoon, Microdot (ko)
- Ngày phát sónng: starting May 19, 2017 (after Sumatra trip)
- Tập: 265-273

### Komodo
- Tiêu đề: Luật rừng ở Komodo
- Chủ đề: Legend of Komodo & Legend of Hobbit
- Địa điềm: Komodo & Flores Island, East Nusa Tenggara, Indonesia.
- Thành viên: Kim Byung-man, Song Jae-hee, Yang Dong-geun, Lee Wan, Jo Jeong-sik, Kangnam, Hani (EXID), Mingyu (SEVENTEEN), Lee Soo-geun, Choi Won-young, Yang Jeong-won, Hongbin (VIXX), Lee Tae-hwan (5urprise), Yerin (GFriend).
- Ngày phát sóng: 21/07/2017 – 15/09/2017
- Tập: 274-282.

### Fiji
- Tiêu đề: Luật rừng ở Fiji
- Chủ đề: Survive Like a Movie & Go Round the "Gods' Garden" Taveuni
- Địa điểm: Fiji, Pacific Ocean.
- Thành viên: Choo Sung-hoon, Noh Woo-jin, Oh Jong-hyuk, DinDin, Jeong Da-rae, Roy Kim, Chaekyung (APRIL), Jaehyun (NCT), Lee Moon-sik, Lee Tae-gon, Ryu Dam, Kangnam, Jeong Jinwoon (2AM), Apink (Park Cho-rong, Yoon Bo-mi), Yunhyeong (iKON)
- Ngày phát sóng: 22/09/2017 – 24/11/2017
- Tập: 283 – 292.

### Quần đảo Cook (Cook Islands)
- Tiêu đề: Luật rừng ở Cook Island
- Chủ đề: Atiu Adventure Survival & Aitutaki Separation Survival
- Địa điểm: Cook Islands, South Pacific Ocean
- Thành viên: Kim Byung-man, Kangnam, Kim Hwan, Pak Se-ri, Lee Chun-hee, Kim Hwan, Lee Jong-hyun (CNBLUE), Solbin (Laboum), JB (Got7), Park Jung-chul, Kim Jung-tae, Lee Da-hee, Jung Joon-young, Niel (Teen Top), Byungchan (Victon).
- Ngày phát sóng: 01/12/2017 – 26/01/2018
- Tập: 293 – 301.

### Patagonia
- Tiêu đề: Luật rừng ở Patagonia
- Chủ đề: Glacier Survival at Minus 20 Degrees & Survive in the Wilderness & 5000m Altitude Alpine Survival
- Địa điểm: Patagonia (part of Chile), South America.
- Thành viên: Kim Byung-man, Kim Seung-soo, Hong Jin-young, Kim Dong-jun (ZE:A), JR (NU'EST), Minhyuk (Monsta X), Chaeyeon (DIA), Kim Sung-ryung, Jo Jae-yoon, Kim Jong-min, Cho Yoon-woo, Rowoon (SF9), Kim Jin-kyung.
- Ngày phát sóng: 02/02/2018 – 06/04/2018
- Tập: 302 – 310

### Nam Cực (Antarctica)
- Tiêu đề: Luật rừng ở Antarctica
- Chủ đề: Using Only Solar Energy to Survive in Antarctica
- Địa điểm: Nam Cực (Antarctica)
- Thành viên: Kim Byung-man, Jeon Hye-bin, Kim Young-kwang
Ngày phát sóng: 13/04/2018 – 11/05/2018
- Tập: 311 – 314

### Mexico
- Tiêu đề: Luật rừng ở Mexico
- Chủ đề: 24 Hours Pirate Ship Survival & Feast in Mexico
- Địa điểm: Bán đảo Yucatán và rừng Lacandon, Mexico
- Thành viên: Kim Byung-man, Oh Man-seok, Han Eun-jung, Choi Jung-won, BtoB (Eunkwang, Hyunsik), Jota/Lee Jong-hwa, Seol In-ah, Choi Hyun-seok, Kim Jun-hyun, Julien Kang, Kangnam, Nam Bo-ra, Seunghoon (WINNER), Seulgi (Red Velvet).
- Ngày phát sóng: 11/05/2018 – 20/07/2018
- Tập: 314 – 324

### Sabah
- Tiêu đề: Luật rừng ở Sabah
- Chủ đề: Escaping Survival from Asia's Amazon & 24 Hours Surival on Garbage Island
- Địa điểm: Sabah, Malaysia
- Thành viên: Kim Byung-man, Park Jung-chul, Park Sol-mi, Tony An (H.O.T.), Park Sung-kwang, Sung Hoon, Kim Nam-joo (Apink), Wanna One (Ha Sung-woon, Ong Seong-wu), Shinhwa (Eric Mun, Lee Min-woo, Andy Lee), Lee Da-hee, Yoon Shi-yoon, Kangnam, Jang Dong-yoon.
- Ngày phát sóng: 27/07/2018 – 21/09/2018.
- Tập: 325 – 333

### Indian Ocean
- Tiêu đề: Luật rừng ở Last Indian Ocean
- Chủ đề: Sri Lanka Wild Elephant Survival in the Jungle! & Jekyll and Hyde? Two Faces of the Ground Paradise Maldives!
- Địa điểm: Sri Lanka và Maldives, Indian Ocean
- Thành viên: Kim Byung-man, Kim Sung-soo, Don Spike, Kangnam, Moon Ga-bi, Lee Sang-hwa, Kwak Yoon-gy, Jeong Se-woo, Boom, Kim Do-yeon (Weki Meki), Lucas (NCT), Jo Jae-yoon, Jung Gyu-woon, Lee Yong-dae, Lee Yu-bi, Minhyuk (BtoB), Jun (U-KISS/UNB), Yeonwoo (Momoland).
- Ngày phát sóng: 28/09/2018 – 14/12/2018
- Tập: 334 – 343

### Quần đảo Bắc Mariana (Northern Mariana Islands)
- Tiêu đề: Luật rừng ở Northern Mariana Islands
- Chủ đề: A Heavenly Island, Hope Survival on Northern Mariana Islands & A Pure Island, Survive on Rota!
- Địa điểm: Quần đảo Bắc Mariana, Thái Bình Dương.
- Thành viên: Kim Byung-man, Lee Jong-hyuk, Oh Jong-hyuk, Yang Se-chan, Lee Joo-yeon, Park Tae-hwan, Bona (Cosmic Girls), Juyeon (The Boyz), Lee Yeon-bok, Ji Sang-ryeol, Lee Tae-gon, Han Bo-reum, Kim Yoon-sang, Yugyeom (Got7), Lu (Nature).
- Ngày phát sóng: 21/12/2018 – 23/02/2019.
- Tập: 344 – 352.

### Quần đảo Chatham (Chatham Islands)
- Tiêu đề: Luật rừng ở Chatham Islands
- Địa điểm: Quần đảo Chatham và quận Tasman, Đảo Nam, New Zealand, Thái Bình Dương.
- Chủ đề: Law of the Jungle in Chatham & Law of the Jungle in Tasman
- Thành viên: Kim Byung-man, Don Spike, Kim In-kwon, Kim Jong-min (Koyote), Kwon Nara (Hello Venus), Baekho (NU'EST), Moon Ga-bi, Kim Seung-soo, Julien Kang, Kang Kyung-joon, Kang Ki-young, Yoon Park, Yoon Bo-ra, Nancy (Momoland), Park Sung-kwang, Ko Sung-hee, Bomin (Golden Child)
- Ngày phát sóng: 02/03/2019 – 04/05/2019
- Tập: 353 – 362

### Thái Lan (Thailand)
- Tiêu đề: Law of the Jungle in Lost Jungle & Island
- Địa điểm: Krabi, Thái Lan
- Chủ đề: A Hopeless Land 'Lost Jungle' (phần 1) & Be Trapped in the Middle of a 'Lost Island' (phần 2)
- Thành viên: Kim Byung-man, Park Ho-san, Park Jung-chul, Hyun Woo, Uhm Hyun-kyung, Jung Chan-sung, Park Woo-jin, Mina (Gugudan), Lee Seung-yoon, Heo Kyung-hwan, Hwang Seung-eon, Song Won-seok, Lee Yeol-eum, B.I (iKON), Yeri (Red Velvet).
- Ngày phát sóng: 11/05/2019 – 13/07/2019
- Tập: 363 – 372.

### Myanmar
- Tiêu đề: Law of the Jungle in Myanmar and Myeik
- Địa điểm: Myeik, Myanmar
- Chủ đề: Law of the Jungle in Myanmar (phần 1) & Law of the Jungle in Myeik (phần 2)
- Thành viên: Kim Byung-man, Sean (Jinusean), Noh Woo-jin, Dong Hyun Kim, Hong Soo-ah, Moon Sung-min, Hong-seok (Pentagon), B.M (Kard), Saebom (Nature), Park Jung-chul, Oh Dae-hwan, Ahn Chang-hwan, Han Bo-reum, Go Young-bin, Sanha (Astro), Yuqi ((G)I-dle)
- Ngày phát sóng: 13/07/2019 – 21/09/2019
- Tập: 372 – 382.

### Sunda Islands
- Tiêu đề: Law of the Jungle in Sunda Islands
- Địa điểm: North Sulawesi, Sunda Islands, Indonesia
- Chủ đề: Appointed Survival (phần 1) & Concentric Survival (phần 2)
- Thành viên: Kim Byung-man, Noh Woo-jin, Park Sang-won, Hur Jae, Kim Byung-hyun, Ha Yeon-joo, Cho Jun-ho, Kim Dong-han, Yena (April), Kim Soo-yong, Jo Bin (Norazo), Oh Dae-hwan, Kang Kyung-joon, Bae Yoon-kyung, Doyoung (NCT), JooE (Momoland)
- Ngày phát sóng: 28/09/2019 – 07/12/2019
- Tập: 383 – 392.

### Chuuk
- Tiêu đề: Law of the Jungle in Chuuk
- Địa điểm: Chuuk và Pohnpei, Micronesia, Thái Bình Dương
- Chủ đề: Law of the Jungle in Chuuk: "Real Distress Escape" (Phần 1) & Law of the Jungle in Pohnpei: "Seven Treasures' Mystery Finding" (Phần 2)
- Thành viên: Kim Byung-man, Noh Woo-jin, Matthew Douma, Lee Tae-gon, Yoo Jae-hwan, Jeon So-mi, Han Hyun-min, Lee Jeong-hyun, Yu Oh-seong, Johyun (Berry Good) Choiza (Dynamic Duo), KCM, Austin Kang, Kim Da-som.
- Ngày phát sóng: 14/12/2019 – 22/02/2012
- Tập: 393 - 402.

### Palawan
- Tiêu đề: Law of the Jungle in Palawan: Hunger Games 2
- Địa điểm: Palawan và Coron, Philipines
- Chủ đề: Law of the Jungle in Palawan: Hunger Games 2 (phần 1) & Law of the Jungle in Coron island (phần 2)
- Thành viên: Kim Byung-man, Park Tae Hwan, Sean (Jinusean), Oh Jong Hyuk, Lee Seung-yoon, Noh Woo Jin, Han Bo Reum, Hani (EXID), Yoon Do Hyun, Yang Se Hyeong, Lee Sang Joon, Woo Ji Won, Jin Hae Seong, Eun Jung (T-ara), Dayoung (WJSN), Lee Young Pyo, Kim Yo Han, Song Jin U, Lee Chae Young, Kim Jae Hwan, Ye In (Lovelyz)
- Ngày phát sóng: 29/02/2020 - 8/6/2020
- Tập: 403 - 415.

### South Korean
- Tiêu đề: Law of the Jungle in Korean
- Địa điểm: Korean
- Chủ đề: Law of the Jungle in Korean (phần 1) & Law of the Jungle: "Hunter and Chef" (phần 2) & Law of the Jungle: Zero Point (phần 3) & Law of the Jungle: The Chief and Mad Mom
- Thành viên: Kim Byung-man, Park Chan Ho, Park Se Ri, ChungHa, Choo Sung Hoon, Heo Jae, Heo Joon, Lee Bong Won, Park Mi Sun, Lim Ji Ho, Kim Gu Ra, Kim Kang Woo, Lee Yong Jin, Gong Seung Yeon, Gary, Lee Seung Yoon, Heo Kyeong Hwan, Ki Do Hun, Park Se Ri, Yoon Eun Hye, Jessi, Kang Nam, Yang Ji Il, Kim Soo Mi, Kim Kang Woo
- Ngày phát sóng: 29/7/2020 - 21/10/2020.
- Tập: 416 - 429.

### South Korean 2
- Tiêu đề: Law of the Jungle in Korean
- Địa điểm: Đảo Ulleung, đảo Dokdo, Korean
- Chủ đề: Law of the Jungle in Ulleung.
- Thành viên: Kim Byung-man, Park Mi Sun, Kang Gary, Julien Kang, Chanyeol, Park Soo Hong, Lee Sang Yi, Arin (OH MY GIRL), Song Jin Woo, Oh Jong Hyuk, Go Joon Hee.
- Tập: 430 - 433.

### South Korean 3
- Tiêu đề: Law of the Jungle in Korean
- Địa điểm: Đảo Jeju, Korean
- Chủ đề: Law of the Jungle: Hot Stove League.
- Thành viên: Kim Byung-man, Defconn, Tak Jae Hoon, Lee Dong Guk, Kim Tae Kyun, Lee Dae Ho, Jung You In, Na Tae Joo, Heo Jae, Lee Cho Hee, Go Do Shim
- Tập: 434 - 442.

### South Korean 4
- Tiêu đề: Law of the Jungle in Korean
- Địa điểm: Đảo Dori, Korean
- Chủ đề: Law of the Jungle: Những người tiên phong (phần 1) & Law of the Jungle: Người cầu toàn (phần 2)
- Thành viên: Kim Byung-man, Kang Daniel, Minho (Shinee), Bakgoon, Jang Hyuk, Shin Seung Hwan, Choe Seong Min, Song Hoon, Choi Ji Man, Ham Yeon Ji.
  - Part 2: Kim Byung-man, Bakgoon, Choe Seong Min,  Rhymer, Kanto, Lee Dong Guk, Kang Eun Mi
- Tập: 443 - 445.

### South Korean 5
- Tiêu đề: Law of the Jungle in Korean
- Địa điểm: Korean
- Chủ đề: Law of the Jungle: Spring.
- Thành viên: Kim Byung-man, Defconn, Park Tae Hwan, Ji Sang Yeol, Baekho, Bakgoon, Kim Hye Yoon, Chuu (LOONA).
- + Kim Byung-man Seung Hee (OH MY GIRL), Hong Hyun Hee, Jasson, Jung Ho Young, Choe Seong Min, Park Ki Woong,
- Tập: 446 - 450.

### South Korean 6
- Tiêu đề: Law of the Jungle in Korean
- Địa điểm: Đảo Pent, Korean
- Chủ đề: Law of the Jungle in Pent Islands
- Thành viên: Kim Byung-man, Choe Seong Min, Seol In An, Yu Oh Seong, Ha Do Kwon, Jun Jin
- Tập: 451 -

## Đánh giá
Trong bảng đánh giá dưới đây, đánh giá cao nhất mỗi năm sẽ là màu đỏ, và đánh giá thấp nhất mỗi năm sẽ là màu xanh.

### 2011
| Tập # | Ngày phát sóng       | Phiên bản           | Đánh giá TNmS | Đánh giá TNmS     | Đánh giá AGB | Đánh giá AGB      |
| Tập # | Ngày phát sóng       | Phiên bản           | Toàn quốc     | Vùng thủ đô Seoul | Toàn quốc    | Vùng thủ đô Seoul |
| ----- | -------------------- | ------------------- | ------------- | ----------------- | ------------ | ----------------- |
| 1     | 21 tháng 10 năm 2011 | ở Namibia Tập.1     | 7.1%          | 9.3%              | 8.4%         | 10.5%             |
| 2     | 28 tháng 10 năm 2011 | ở Namibia Tập.2     | 7.0%          | 8.9%              | 7.9%         | 9.5%              |
| 3     | 4 tháng 11 năm 2011  | ở Namibia Tập.3     | 9.3%          | 12.0%             | 10.2%        | 12.1%             |
| 4     | 18 tháng 11 năm 2011 | ở Namibia Tập.4     | 11.2%         | 14.8%             | 11.8%        | 13.8%             |
| 5     | 25 tháng 11 năm 2011 | ở Namibia Tập.5     | 13.7%         | 16.7%             | 15.4%        | 17.4%             |
| 6     | 2 tháng 12 năm 2011  | ở Namibia Last Tập. | 10.7%         | 14.6%             | 12.0%        | 14.9%             |
| 7     | 9 tháng 12 năm 2011  | ở Papua Tập.1       | 12.4%         | 16.8%             | 13.4%        | 15.6%             |
| 8     | 16 tháng 12 năm 2011 | ở Papua Tập.2       | 12.9%         | 16.5%             | 15.0%        | 18.4%             |
| 9     | 23 tháng 12 năm 2011 | ở Papua Tập.3       | 12.3%         | 15.1%             | 12.9%        | 14.5%             |

### 2012
| Tập # | Ngày phát sóng       | Phiên bản                              | Đánh giá TNmS | Đánh giá TNmS     | Đánh giá AGB | Đánh giá AGB      |
| Tập # | Ngày phát sóng       | Phiên bản                              | Toàn quốc     | Vùng thủ đô Seoul | Toàn quốc    | Vùng thủ đô Seoul |
| ----- | -------------------- | -------------------------------------- | ------------- | ----------------- | ------------ | ----------------- |
| 10    | 6 tháng 1 năm 2012   | ở Papua Tập.4                          | 12.8%         | 16.2%             | 12.9%        | 15.1%             |
| 11    | 13 tháng 1 năm 2012  | ở Papua Tập cuối                       | 15.3%         | 18.7%             | 16.7%        | 19.6%             |
| 12    | 22 tháng 1 năm 2012  | Đặc biệt năm mới - Đằng sau câu chuyện | 7.5%          | 9.1%              | 9.0%         | 10.4%             |
| 13    | 6 tháng 5 năm 2012   | ở Vanuatu Tập.1                        | 12.8%         | 14.6%             | 13.3%        | 15.2%             |
| 14    | 13 tháng 5 năm 2012  | ở Vanuatu Tập.2                        | 14.5%         | 16.1%             | 14.9%        | 15.9%             |
| 15    | 20 tháng 5 năm 2012  | ở Vanuatu Tập.3                        | 17.1%         | 19.0%             | 16.8%        | 18.6%             |
| 16    | 27 tháng 5 năm 2012  | ở Vanuatu Tập.4                        | 14.2%         | 17.2%             | 15.0%        | 16.4%             |
| 17    | 3 tháng 6 năm 2012   | ở Vanuatu Tập.5                        | 16.9%         | 21.0%             | 16.6%        | 18.2%             |
| 18    | 10 tháng 6 năm 2012  | ở Vanuatu Tập.6                        | 16.6%         | 18.3%             | 15.9%        | 17.8%             |
| 19    | 17 tháng 6 năm 2012  | ở Vanuatu Tập.6                        | 14.9%         | 17.2%             | 15.5%        | 16.7%             |
| 20    | 24 tháng 6 năm 2012  | ở Vanuatu Tập.8                        | 17.4%         | 20.9%             | 15.3%        | 16.8%             |
| 21    | 1 tháng 7 năm 2012   | ở Vanuatu Tập.9                        | 15.6%         | 18.5%             | 15.8%        | 17.3%             |
| 22    | 8 tháng 7 năm 2012   | ở Vanuatu Tập cuối                     | 18.4%         | 21.6%             | 17.6%        | 18.6%             |
| 23    | 15 tháng 7 năm 2012  | ở Siberia Tập.1                        | 19.7%         | 22.8%             | 18.6%        | 20.4%             |
| 24    | 22 tháng 7 năm 2012  | ở Siberia Tập.2                        | 18.7%         | 21.5%             | 17.2%        | 18.6%             |
| 25    | 5 tháng 8 năm 2012   | ở Siberia Tập.3                        | 14.6%         | 15.9%             | 14.1%        | 15.5%             |
| 26    | 12 tháng 8 năm 2012  | ở Siberia Tập.4                        | 17.7%         | 20.5%             | 16.2%        | 17.4%             |
| 27    | 19 tháng 8 năm 2012  | ở Siberia Tập.5                        | 18.9%         | 22.7%             | 17.2%        | 18.9%             |
| 28    | 26 tháng 8 năm 2012  | ở Siberia Tập cuối                     | 16.4%         | 19.6%             | 14.2%        | 15.9%             |
| 29    | 2 tháng 9 năm 2012   | ở Madagascar Tập.1                     | 17.0%         | 19.5%             | 16.8%        | 18.1%             |
| 30    | 9 tháng 9 năm 2012   | ở Madagascar Tập.2                     | 16.0%         | 18.8%             | 16.2%        | 17.8%             |
| 31    | 16 tháng 9 năm 2012  | ở Madagascar Tập.3                     | 16.3%         | 19.6%             | 16.7%        | 17.9%             |
| 32    | 23 tháng 9 năm 2012  | ở Madagascar Tập.4                     | 15.4%         | 17.1%             | 15.3%        | 16.4%             |
| 33    | 30 tháng 9 năm 2012  | ở Madagascar Tập.5                     | 15.5%         | 16.0%             | 14.1%        | 15.9%             |
| 34    | 7 tháng 10 năm 2012  | ở Madagascar Tập.6                     | 15.9%         | 17.1%             | 14.8%        | 16.1%             |
| 35    | 14 tháng 10 năm 2012 | ở Madagascar Tập.7                     | 19.6%         | 22.0%             | 18.9%        | 20.3%             |
| 36    | 21 tháng 10 năm 2012 | ở Madagascar Tập.8                     | 17.6%         | 19.3%             | 16.5%        | 17.5%             |
| 37    | 28 tháng 10 năm 2012 | ở Madagascar Tập.9                     | 17.3%         | 19.6%             | 15.9%        | 17.7%             |
| 38    | 4 tháng 11 năm 2012  | ở Madagascar Tập.10                    | 18.6%         | 20.5%             | 16.9%        | 18.1%             |
| 39    | 11 tháng 11 năm 2012 | ở Madagascar Tập.11                    | 18.5%         | 20.1%             | 16.1%        | 17.8%             |
| 40    | 16 tháng 11 năm 2012 | ở Madagascar Tập cuối                  | 14.0%         | 17.8%             | 12.7%        | 15.5%             |
| 41    | 28 tháng 11 năm 2012 | ở Amazon Tập.1                         | 14.5%         | 15.8%             | 15.1%        | 16.4%             |

### 2013
| Tập # | Ngày phát sóng       | Phiên bản                              | Đánh giá TNmS | Đánh giá TNmS     | Đánh giá AGB | Đánh giá AGB      |
| Tập # | Ngày phát sóng       | Phiên bản                              | Toàn quốc     | Vùng thủ đô Seoul | Toàn quốc    | Vùng thủ đô Seoul |
| ----- | -------------------- | -------------------------------------- | ------------- | ----------------- | ------------ | ----------------- |
| 42    | 4 tháng 1 năm 2013   | ở Amazon Tập.2                         | 17.8%         | 21.3%             | 17.1%        | 20.2%             |
| 43    | 11 tháng 1 năm 2013  | ở Amazon Tập.3                         | 17.6%         | 20.7%             | 17.0%        | 18.2%             |
| 44    | 18 tháng 1 năm 2013  | ở Amazon Tập.4                         | 19.7%         | 23.4%             | 17.4%        | 19.8%             |
| 45    | 25 tháng 1 năm 2013  | ở Amazon Tập.5                         | 20.6%         | 24.6%             | 19.3%        | 21.7%             |
| 46    | 1 tháng 2 năm 2013   | ở Amazon Tập.6                         | 19.9%         | 22.6%             | 18.4%        | 20.4%             |
| 47    | 8 tháng 2 năm 2013   | ở Amazon Tập.7                         | 19.0%         | 21.2%             | 18.1%        | 19.6%             |
| 48    | 15 tháng 2 năm 2013  | ở Galapagos Tập.1                      | 17.1%         | 19.9%             | 15.3%        | 16.5%             |
| 49    | 22 tháng 2 năm 2013  | ở Galapagos Tập.2                      | 18.0%         | 20.8%             | 16.8%        | 18.9%             |
| 50    | 1 tháng 3 năm 2013   | ở Galapagos Tập.3 (Amazon Tập cuối)    | 16.8%         | 18.1%             | 15.2%        | 17.6%             |
| 51    | 8 tháng 3 năm 2013   | ở New Zealand Tập.1                    | 17.4%         | 20.7%             | 16.4%        | 18.4%             |
| 52    | 15 tháng 3 năm 2013  | ở New Zealand Tập.2                    | 16.8%         | 20.6%             | 15.6%        | 17.6%             |
| 53    | 22 tháng 3 năm 2013  | ở New Zealand Tập.3                    | 16.5%         | 18.7%             | 16.8%        | 18.9%             |
| 54    | 29 tháng 3 năm 2013  | ở New Zealand Tập.4                    | 17.1%         | 20.2%             | 15.7%        | 17.3%             |
| 55    | 5 tháng 4 năm 2013   | ở New Zealand Tập.5                    | 17.0%         | 20.3%             | 16.2%        | 18.4%             |
| 56    | 12 tháng 4 năm 2013  | ở New Zealand Tập.6                    | 15.5%         | 18.3%             | 15.8%        | 18.3%             |
| 57    | 19 tháng 4 năm 2013  | ở New Zealand Tập.7                    | 15.8%         | 17.9%             | 14.1%        | 15.7%             |
| 58    | 26 tháng 4 năm 2013  | ở New Zealand Tập.8                    | 14.6%         | 17.4%             | 15.3%        | 16.3%             |
| 59    | 3 tháng 5 năm 2013   | ở New Zealand Tập.9                    | 16.1%         | 19.4%             | 15.8%        | 16.5%             |
| 60    | 10 tháng 5 năm 2013  | ở New Zealand Tập cuối                 | 14.6%         | 16.8%             | 15.4%        | 16.4%             |
| 61    | 17 tháng 5 năm 2013  | ở Himalayas Tập.1                      | 13.7%         | 15.9%             | 15.8%        | 17.0%             |
| 62    | 24 tháng 5 năm 2013  | ở Himalayas Tập.2                      | 15.1%         | 16.7%             | 16.1%        | 17.9%             |
| 63    | 31 tháng 5 năm 2013  | ở Himalayas Tập.3                      | 15.0%         | 17.4%             | 16.5%        | 17.6%             |
| 64    | 7 tháng 6 năm 2013   | ở Himalayas Tập.4                      | 13.4%         | 15.6%             | 14.9%        | 17.0%             |
| 65    | 14 tháng 6 năm 2013  | ở Himalayas Tập.5                      | 14.8%         | 17.0%             | 14.7%        | 17.0%             |
| 66    | 21 tháng 6 năm 2013  | ở Himalayas Tập.6                      | 15.0%         | 17.0%             | 14.4%        | 14.6%             |
| 67    | 28 tháng 6 năm 2013  | ở Himalayas Tập.7                      | 15.0%         | 17.5%             | 14.5%        | 16.2%             |
| 68    | 5 tháng 7 năm 2013   | ở Himalayas Tập.8                      | 15.2%         | 18.3%             | 14.3%        | 15.6%             |
| 69    | 12 tháng 7 năm 2013  | ở Himalayas Tập.9                      | 15.2%         | 18.4%             | 14.5%        | 16.2%             |
| 70    | 19 tháng 7 năm 2013  | ở Himalayas Tập cuối                   | 14.0%         | 16.2%             | 13.9%        | 15.7%             |
| 71    | 26 tháng 7 năm 2013  | ở Caribbean Tập.1                      | 15.3%         | 17.3%             | 14.2%        | 14.7%             |
| 72    | 2 tháng 8 năm 2013   | ở Caribbean Tập.2                      | 18.2%         | 21.9%             | 15.7%        | 17.3%             |
| 73    | 9 tháng 8 năm 2013   | ở Caribbean Tập.3                      | 18.8%         | 23.1%             | 17.3%        | 19.8%             |
| 74    | 16 tháng 8 năm 2013  | ở Caribbean Tập.4                      | 17.3%         | 21.3%             | 16.5%        | 18.4%             |
| 75    | 23 tháng 8 năm 2013  | ở Caribbean Tập.5                      | 16.1%         | 18.6%             | 15.5%        | 16.1%             |
| 76    | 30 tháng 8 năm 2013  | ở Caribbean Tập.6                      | 16.1%         | 18.5%             | 13.8%        | 14.9%             |
| 77    | 6 tháng 9 năm 2013   | ở rừng Maya Tập.1                      | 14.4%         | 16.3%             | 14.3%        | 15.2%             |
| 78    | 13 tháng 9 năm 2013  | ở rừng Maya Tập.2                      | 14.4%         | 17.2%             | 15.6%        | 17.7%             |
| 79    | 20 tháng 9 năm 2013  | ở rừng Maya Tập.3                      | 13.6%         | 15.5%             | 11.1%        | 11.7%             |
| 80    | 27 tháng 9 năm 2013  | ở rừng Maya Tập.4 (Caribbean Tập cuối) | 12.9%         | 15.5%             | 13.2%        | 14.3%             |
| 81    | 4 tháng 10 năm 2013  | ở Savanna Tập.1                        | 12.9%         | 16.0%             | 12.7%        | 13.4%             |
| 82    | 11 tháng 10 năm 2013 | ở Savanna Tập.2                        | 14.6%         | 17.3%             | 14.2%        | 15.4%             |
| 83    | 18 tháng 10 năm 2013 | ở Savanna Tập.3                        | 14.9%         | 18.4%             | 14.4%        | 15.6%             |
| 84    | 1 tháng 11 năm 2013  | ở Savanna Tập.4                        | 14.6%         | 18.4%             | 14.3%        | 15.2%             |
| 85    | 8 tháng 11 năm 2013  | ở Savanna Tập.5                        | 13.3%         | 16.5%             | 13.7%        | 14.8%             |
| 86    | 15 tháng 11 năm 2013 | ở Savanna Tập.6                        | 13.1%         | 16.0%             | 14.8%        | 16.5%             |
| 87    | 29 tháng 11 năm 2013 | ở Savanna Tập.7                        | 11.4%         | 14.2%             | 10.3%        | 11.0%             |
| 88    | 6 tháng 12 năm 2013  | ở Savanna Tập.8                        | 10.5%         | 12.8%             | 10.4%        | 11.6%             |
| 89    | 13 tháng 12 năm 2013 | ở Savanna Tập tập                      | 10.7%         | 12.6%             | 10.7%        | 11.8%             |
| 90    | 20 tháng 12 năm 2013 | ở Micronesia Tập.1                     | 12.5%         | 14.5%             | 12.4%        | 13.4%             |
| 91    | 27 tháng 12 năm 2013 | ở Micronesia Tập.2                     | 13.3%         | 15.4%             | 14.4%        | 15.4%             |

### 2014
| Tập # | Ngày phát sóng       | Phiên bản              | Đánh giá TNmS | Đánh giá TNmS     | Đánh giá AGB | Đánh giá AGB      |
| Tập # | Ngày phát sóng       | Phiên bản              | Toàn quốc     | Vùng thủ đô Seoul | Toàn quốc    | Vùng thủ đô Seoul |
| ----- | -------------------- | ---------------------- | ------------- | ----------------- | ------------ | ----------------- |
| 92    | 3 tháng 1 năm 2014   | ở Micronesia Tập.3     | 13.5%         | 16.1%             | 15.6%        | 17.5%             |
| 93    | 10 tháng 1 năm 2014  | ở Micronesia Tập.4     | 13.2%         | 16.2%             | 16.0%        | 17.6%             |
| 94    | 17 tháng 1 năm 2014  | ở Micronesia Tập.5     | 13.7%         | 16.6%             | 12.0%        | 13.2%             |
| 95    | 24 tháng 1 năm 2014  | ở Micronesia Tập.6     | 17.1%         | 20.8%             | 15.6%        | 16.5%             |
| 96    | 31 tháng 1 năm 2014  | ở Micronesia Tập.7     | 9.6%          | 11.9%             | 9.0%         | 9.2%              |
| 97    | 7 tháng 2 năm 2014   | ở Micronesia Tập.8     | 16.6%         | 20.0%             | 15.9%        | 17.4%             |
| 98    | 14 tháng 2 năm 2014  | ở Micronesia Tập.9     | 16.3%         | 19.1%             | 14.4%        | 15.7%             |
| 99    | 21 tháng 2 năm 2014  | ở Micronesia Tập cuối  | 15.3%         | 18.8%             | 16.3%        | 17.7%             |
| 100   | 28 tháng 2 năm 2014  | ở Borneo Tập.1         | 13.9%         | 15.5%             | 16.4%        | 17.7%             |
| 101   | 7 tháng 3 năm 2014   | ở Borneo Tập.2         | 13.9%         | 16.2%             | 14.8%        | 16.3%             |
| 102   | 14 tháng 3 năm 2014  | ở Borneo Tập.3         | 13.9%         | 16.0%             | 14.7%        | 15.6%             |
| 103   | 21 tháng 3 năm 2014  | ở Borneo Tập.4         | 14.6%         | 16.3%             | 14.1%        | 15.3%             |
| 104   | 28 tháng 3 năm 2014  | ở Borneo Tập.5         | 13.1%         | 14.7%             | 13.1%        | 13.3%             |
| 105   | 4 tháng 4 năm 2014   | ở Borneo Tập.6         | 14.4%         | 17.4%             | 14.0%        | 15.4%             |
| 106   | 11 tháng 4 năm 2014  | ở Borneo Tập.7         | 13.0%         | 14.7%             | 12.8%        | 14.1%             |
| 107   | 2 tháng 5 năm 2014   | ở Borneo Tập cuối      | 11.2%         | 14.0%             | 11.6%        | 12.8%             |
| 108   | 9 tháng 5 năm 2014   | ở Brazil Tập.1         | 12.6%         | 15.1%             | 12.1%        | 13.6%             |
| 109   | 16 tháng 5 năm 2014  | ở Brazil Tập.2         | 13.0%         | 15.2%             | 12.2%        | 13.3%             |
| 110   | 23 tháng 5 năm 2014  | ở Brazil Tập.3         | 14.7%         | 18.1%             | 13.1%        | 13.6%             |
| 111   | 30 tháng 5 năm 2014  | ở Brazil Tập.4         | 13.0%         | 15.4%             | 12.4%        | 13.3%             |
| 112   | 6 tháng 6 năm 2014   | ở Brazil Tập.5         | 12.0%         | 14.7%             | 10.8%        | 11.2%             |
| 113   | 13 tháng 6 năm 2014  | ở Brazil Tập.6         | 12.9%         | 15.7%             | 11.7%        | 12.3%             |
| 114   | 20 tháng 6 năm 2014  | ở Brazil Tập.7         | 13.8%         | 16.0%             | 11.7%        | 12.6%             |
| 115   | 27 tháng 6 năm 2014  | ở Brazil Tập.8         | 11.8%         | 13.5%             | 11.3%        | 12.3%             |
| 116   | 4 tháng 7 năm 2014   | ở Brazil Tập cuối      | 12.2%         | 13.9%             | 11.4%        | 11.8%             |
| 117   | 11 tháng 7 năm 2014  | ở đảo Réunion Tập.1    | 13.3%         | 16.0%             | 13.2%        | 14.4%             |
| 118   | 18 tháng 7 năm 2014  | ở đảo Réunion Tập.2    | 13.7%         | 16.2%             | 13.2%        | 14.7%             |
| 119   | 25 tháng 7 năm 2014  | ở đảo Réunion Tập.3    | 13.9%         | 16.7%             | 12.7%        | 14.2%             |
| 120   | 1 tháng 8 năm 2014   | ở đảo Réunion Tập.4    | 12.6%         | 14.5%             | 11.4%        | 11.7%             |
| 121   | 8 tháng 8 năm 2014   | ở đảo Réunion Tập.5    | 13.7%         | 16.5%             | 12.1%        | 13.3%             |
| 122   | 15 tháng 8 năm 2014  | ở đảo Réunion Tập.6    | 13.0%         | 13.6%             | 12.0%        | 13.3%             |
| 123   | 22 tháng 8 năm 2014  | ở đảo Réunion Tập.7    | 12.8%         | 14.7%             | 12.5%        | 13.3%             |
| 124   | 29 tháng 8 năm 2014  | ở đảo Réunion Tập.8    | 13.1%         | 15.6%             | 13.2%        | 14.3%             |
| 125   | 5 tháng 9 năm 2014   | ở đảo Réunion Tập cuối | 13.4%         | 15.5%             | 12.8%        | 13.3%             |
| 126   | 12 tháng 9 năm 2014  | ở đảo Solomon Tập.1    | 12.7%         | 15.7%             | 14.0%        | 15.4%             |
| 127   | 19 tháng 9 năm 2014  | ở đảo Solomon Tập.2    | 10.8%         | 13.0%             | 12.1%        | 13.7%             |
| 128   | 26 tháng 9 năm 2014  | ở đảo Solomon Tập.3    | 13.5%         | 15.9%             | 14.4%        | 15.2%             |
| 129   | 3 tháng 10 năm 2014  | ở đảo Solomon Tập.4    | 11.5%         | 13.2%             | 13.9%        | 15.2%             |
| 130   | 10 tháng 10 năm 2014 | ở đảo Solomon Tập.5    | 13.2%         | 15.9%             | 13.4%        | 14.5%             |
| 131   | 17 tháng 10 năm 2014 | ở đảo Solomon Tập.6    | 13.9%         | 15.2%             | 13.6%        | 15.2%             |
| 132   | 24 tháng 10 năm 2014 | ở đảo Solomon Tập.7    | 13.1%         | 14.6%             | 13.2%        | 14.7%             |
| 133   | 31 tháng 10 năm 2014 | ở đảo Solomon Tập.8    | 11.6%         | 14.1%             | 12.5%        | 13.3%             |
| 134   | 7 tháng 11 năm 2014  | ở đảo Solomon Tập.9    | 13.4%         | 15.9%             | 13.4%        | 14.2%             |
| 135   | 14 tháng 11 năm 2014 | ở đảo Solomon Tập.10   | 13.9%         | 15.2%             | 13.2%        | 14.5%             |
| 136   | 21 tháng 11 năm 2014 | ở đảo Solomon Tập cuối | 12.8%         | 15.3%             | 13.5%        | 14.3%             |
| 137   | 28 tháng 11 năm 2014 | ở Costa Rica Tập.1     | 11.5%         | 14.1%             | 12.8%        | 13.9%             |
| 138   | 5 tháng 12 năm 2014  | ở Costa Rica Tập.2     | 12.0%         | 14.5%             | 13.1%        | 14.4%             |
| 139   | 12 tháng 12 năm 2014 | ở Costa Rica Tập.3     | 11.5%         | 14.0%             | 13.1%        | 14.5%             |
| 140   | 19 tháng 12 năm 2014 | ở Costa Rica Tập.4     | 12.6%         | 15.6%             | 12.6%        | 13.7%             |
| 141   | 26 tháng 12 năm 2014 | ở Costa Rica Tập.5     | 13.0%         | 15.8%             | 15.0%        | 16.5%             |

### 2015
| Tập # | Ngày phát sóng       | Phiên bản                              | Đánh giá TNmS | Đánh giá TNmS     | Đánh giá AGB | Đánh giá AGB      |
| Tập # | Ngày phát sóng       | Phiên bản                              | Toàn quốc     | Vùng thủ đô Seoul | Toàn quốc    | Vùng thủ đô Seoul |
| ----- | -------------------- | -------------------------------------- | ------------- | ----------------- | ------------ | ----------------- |
| 142   | 2 tháng 1 năm 2015   | ở Costa Rica Tập.6                     | 14.5%         | 18.1%             | 15.6%        | 17.5%             |
| 143   | 9 tháng 1 năm 2015   | ở Costa Rica Tập.7                     | 14.7%         | 17.7%             | 14.7%        | 16.3%             |
| 144   | 16 tháng 1 năm 2015  | ở Costa Rica Tập.8                     | 14.9%         | 18.3%             | 15.5%        | 18.3%             |
| 145   | 23 tháng 1 năm 2015  | ở Costa Rica Tập cuối                  | 12.9%         | 15.5%             | 12.7%        | 14.6%             |
| 146   | 30 tháng 1 năm 2015  | ở Palau Tập.1                          | 13.8%         | 17.0%             | 15.7%        | 17.4%             |
| 147   | 6 tháng 2 năm 2015   | ở Palau Tập.2                          | 13.0%         | 15.2%             | 13.8%        | 15.5%             |
| 148   | 13 tháng 2 năm 2015  | ở Palau Tập.3                          | 13.4%         | 15.7%             | 12.7%        | 14.3%             |
| 149   | 20 tháng 2 năm 2015  | ở Palau Tập.4                          | 10.3%         | 11.5%             | 11,8%        | 13,5%             |
| 150   | 27 tháng 2 năm 2015  | ở Palau Tập.5                          | 12.3%         | 14.7%             | 13.7%        | 16.0%             |
| 151   | 6 tháng 3 năm 2015   | ở Palau Tập.6                          | 12.5%         | 14.1%             | 13.8%        | 15.6%             |
| 152   | 13 tháng 3 năm 2015  | ở Palau Tập.7                          | 11.9%         | 14.1%             | 12.5%        | 13.9%             |
| 153   | 20 tháng 3 năm 2015  | ở Palau Tập cuối                       | 12.9%         | 15.8%             | 13.8%        | 15.5%             |
| 154   | 27 tháng 3 năm 2015  | ở Việt Nam Tập.1                       | 13.4%         | 15.6%             | 13.2%        | 14.8%             |
| 155   | 3 tháng 4 năm 2015   | ở Việt Nam Tập.2                       | 13.3%         | 15.0%             | 14.1%        | 15.6%             |
| 156   | 10 tháng 4 năm 2015  | ở Việt Nam Tập.3                       | 12.4%         | 15.2%             | 12.3%        | 14.3%             |
| 157   | 17 tháng 4 năm 2015  | ở Việt Nam Tập.4                       | 12.6%         | 15.1%             | 11.9%        | 13.3%             |
| 158   | 24 tháng 4 năm 2015  | ở Việt Nam Tập.5                       | 12.2%         | 14.4%             | 12.9%        | 14.6%             |
| 159   | 1 tháng 5 năm 2015   | ở Việt Nam Tập.6                       | 12.7%         | 15.4%             | 12.5%        | 14.0%             |
| 160   | 8 tháng 5 năm 2015   | ở Việt Nam Tập.7                       | 12.6%         | 15.7%             | 11.9%        | 12.8%             |
| 161   | 15 tháng 5 năm 2015  | ở Việt Nam Tập.8                       | 10.4%         | 12.1%             | 11.0%        | 11.9%             |
| 162   | 22 tháng 5 năm 2015  | ở Việt Nam Tập cuối                    | 10.3%         | 12.4%             | 10.3%        | 11.5%             |
| 163   | 29 tháng 5 năm 2015  | ở Yap Tập.1                            | 10.8%         | 12.6%             | 11.5%        | 12.6%             |
| 164   | 5 tháng 6 năm 2015   | ở Yap Tập.2                            | 10.6%         | 13.2%             | 11.8%        | 12.7%             |
| 165   | 12 tháng 6 năm 2015  | ở Yap Tập.3                            | 11.4%         | 13,2%             | 11.0%        | 12.0%             |
| 166   | 19 tháng 6 năm 2015  | ở Yap Tập.4                            | 10.4%         | 11.6%             | 11.0%        | 12.2%             |
| 167   | 26 tháng 6 năm 2015  | ở Yap Tập.5                            | 11.5%         | 12.7%             | 11.9%        | 13.2%             |
| 168   | 3 tháng 7 năm 2015   | ở Yap Tập.6                            | 12.9%         | 14.7%             | 11.2%        | 11.7%             |
| 165   | 10 tháng 7 năm 2015  | ở Yap Tập.7                            | 11.3%         | 13.2%             | 11.8%        | 13.2%             |
| 170   | 17 tháng 7 năm 2015  | ở Yap Tập cuối                         | 12.1%         | 13.6%             | 12.0%        | 12.5%             |
| 171   | 24 tháng 7 năm 2015  | Vương quốc ẩn Tập.1                    | 11.0%         | 12.6%             | 11.6%        | 12.3%             |
| 172   | 31 tháng 7 năm 2015  | Vương quốc ẩn Tập.2                    | 10.7%         | 12.4%             | 10.1%        | 11.1%             |
| 173   | 7 tháng 8 năm 2015   | Vương quốc ẩn Tập.3                    | 10.6%         | 11.7%             | 11.1%        | 12.8%             |
| 174   | 14 tháng 8 năm 2015  | Vương quốc ẩn Tập.4                    | 11.9%         | 13.1%             | 12.4%        | 13.4%             |
| 175   | 21 tháng 8 năm 2015  | Vương quốc ẩn Tập.5 (Cuộc săn cuối)    | 10.6%         | 11.8%             | 12.4%        | 14.5%             |
| 176   | 28 tháng 8 năm 2015  | Vương quốc ẩn Tập.6 (Cuộc săn cuối)    | 12.8%         | 14.0%             | 13.3%        | 14.5%             |
| 177   | 4 tháng 9 năm 2015   | Vương quốc ẩn Tập cuối (Cuộc săn cuối) | 12.9%         | 14.3%             | 13.0%        | 14.1%             |
| 178   | 11 tháng 9 năm 2015  | ở Nicaragua Tập.1                      | 10.8%         | 12.0%             | 11.5%        | 13.1%             |
| 179   | 18 tháng 9 năm 2015  | ở Nicaragua Tập.2                      | 12.3%         | 13.8%             | 13.1%        | 14.3%             |
| 180   | 25 tháng 9 năm 2015  | ở Nicaragua Tập.3                      | 12.3%         | 13.3%             | 13.5%        | 14.5%             |
| 181   | 2 tháng 10 năm 2015  | ở Nicaragua Tập.4                      | 12.6%         | 13.8%             | 13.7%        | 15.3%             |
| 182   | 9 tháng 10 năm 2015  | ở Nicaragua Tập.5                      | 10.1%         | 11.5%             | 10.8%        | 12.0%             |
| 183   | 16 tháng 10 năm 2015 | ở Nicaragua Tập.6                      | 9.8%          | 10.8%             | 11.7%        | 13.5%             |
| 184   | 23 tháng 10 năm 2015 | ở Nicaragua Tập.7 (Kỉ niệm 4 năm)      | 9.6%          | 11.5%             | 10.9%        | 12.1%             |
| 185   | 30 tháng 10 năm 2015 | ở Nicaragua Tập cuối (Kỉ niệm 4 năm)   | 9.9%          | 11.2%             | 11.7%        | 13.2%             |
| 186   | 6 tháng 11 năm 2015  | ở Samoa Tập.1                          | 9.6%          | 10.9%             | 11.6%        | 12.9%             |
| 187   | 13 tháng 11 năm 2015 | ở Samoa Tập.2                          | 9.1%          | 9.7%              | 12.0%        | 13.7%             |
| 188   | 20 tháng 11 năm 2015 | ở Samoa Tập.3                          | 9.1%          | 10.2%             | 11.1%        | 12.7%             |
| 189   | 27 tháng 11 năm 2015 | ở Samoa Tập.4                          | 9.4%          | 10.5%             | 11.6%        | 13.1%             |
| 190   | 4 tháng 12 năm 2015  | ở Samoa Tập.5                          | 10.3%         | 11.0%             | 10.9%        | 12.8%             |
| 191   | 11 tháng 12 năm 2015 | ở Samoa Tập.6                          | 10.3%         | 10.1%             | 11.8%        | 13.0%             |
| 192   | 18 tháng 12 năm 2015 | ở Samoa Tập.7                          | 11.7%         | 13.2%             | 13.9%        | 16.2%             |
| 193   | 25 tháng 12 năm 2015 | ở Samoa Tập.8                          | 10.0%         | 11.2%             | 12.6%        | 14.0%             |

### 2016
| Tập # | Ngày phát sóng      | Phiên bản                   | Đánh giá TNmS | Đánh giá TNmS     | Đánh giá AGB | Đánh giá AGB      |
| Tập # | Ngày phát sóng      | Phiên bản                   | Toàn quốc     | Vùng thủ đô Seoul | Toàn quốc    | Vùng thủ đô Seoul |
| ----- | ------------------- | --------------------------- | ------------- | ----------------- | ------------ | ----------------- |
| 194   | 1 tháng 1 năm 2016  | ở Samoa Tập cuối            | 9.7%          | 10.6%             | 11.4%        | 12.1%             |
| 195   | 8 tháng 1 năm 2016  | ở Panama Tập.1              | 12.3%         | 13.3%             | 13.5%        | 15.3%             |
| 196   | 15 tháng 1 năm 2016 | ở Panama Tập.2              | 12.5%         | 14.2%             | 12.6%        | 14.3%             |
| 197   | 22 tháng 1 năm 2016 | ở Panama Tập.3              | 13.5%         | 14.8%             | 15.1%        | 17.1%             |
| 198   | 29 tháng 1 năm 2016 | ở Panama Tập.4              | 13.0%         | 13.2%             | 13.9%        | 15.8%             |
| 199   | 5 tháng 2 năm 2016  | ở Panama Tập.5              | 11.9%         | 12.6%             | 13.1%        | 15.1%             |
| 200   | 12 tháng 2 năm 2016 | ở Panama Tập.6              | 13.1%         | 14.0%             | 14.4%        | 16.5%             |
| 201   | 19 tháng 2 năm 2016 | ở Panama Tập.7              | 12.1%         | 12.5%             | 12.6%        | 14.6%             |
| 202   | 26 tháng 2 năm 2016 | ở Panama Tập cuối           | 10.5%         | 11.4%             | 11.6%        | 12.8%             |
| 203   | 4 tháng 3 năm 2016  | ở Tonga Tập.1               | 12.6%         | 13.3%             | 13.5%        | 14.9%             |
| 204   | 11 tháng 3 năm 2016 | ở Tonga Tập.2               | 12.7%         | 13.9%             | 14.9%        | 16.8%             |
| 205   | 18 tháng 3 năm 2016 | ở Tonga Tập.3               | 12.6%         | 13.1%             | 14.7%        | 17.3%             |
| 206   | 25 tháng 3 năm 2016 | ở Tonga Tập.4               | 12.7%         | 13.9%             | 13.0%        | 14.2%             |
| 207   | 1 tháng 4 năm 2016  | ở Tonga Tập.5               | 11.6%         | 12.7%             | 13.6%        | 15.1%             |
| 208   | 8 tháng 4 năm 2016  | ở Tonga Tập.6               | 11.6%         | 13.1%             | 13.7%        | 15.0%             |
| 209   | 15 tháng 4 năm 2016 | ở Tonga Tập.7               | 12.0%         | 13.7%             | 12.8%        | 14.5%             |
| 210   | 22 tháng 4 năm 2016 | ở Tonga Tập.8               | 10.8%         | 10.5%             | 11.9%        | 13.9%             |
| 211   | 29 tháng 4 năm 2016 | ở Tonga Tập cuối            | 11.9%         | 13.6%             | 13.4%        | 15.8%             |
| 212   | 6 tháng 5 năm 2016  | ở Papua New Guinea Tập.1    | 11.6%         | 12.8%             | 12.8%        | 14.3%             |
| 213   | 13 tháng 5 năm 2016 | ở Papua New Guinea Tập.2    | 11.5%         | 12.4%             | 11.7%        | 13.1%             |
| 214   | 20 tháng 5 năm 2016 | ở Papua New Guinea Tập.3    | 11.9%         | 13.8%             | 12.5%        | 14.3%             |
| 215   | 27 tháng 5 năm 2016 | ở Papua New Guinea Tập.4    | 11.1%         | 12.5%             | 11.9%        | 13.5%             |
| 216   | 3 tháng 6 năm 2016  | ở Papua New Guinea Tập.5    | 11.8%         | 12.9%             | 12.8%        | 14.8%             |
| 217   | 10 tháng 6 năm 2016 | ở Papua New Guinea Tập.6    | 10.6%         | 12.5%             | 13.3%        | 15.1%             |
| 218   | 17 tháng 6 năm 2016 | ở Papua New Guinea Tập.7    | 11.2%         | 12.8%             | 12.1%        | 13.4%             |
| 219   | 24 tháng 6 năm 2016 | ở Papua New Guinea Tập cuối | 11.9%         | 14.3%             | 13.7%        | 15.8%             |
| 220   | 1 tháng 7 năm 2016  | ở New Caledonia Tập.1       | 10.1%         | 11.3%             | 12.2%        | 14.4%             |
| 221   | 8 tháng 7 năm 2016  | ở New Caledonia Tập.2       | 11.7%         | 13.5%             | 12.2%        | 13.6%             |

### Đặc biệt
| # | Ngày phát sóng       | Phiên bản                             | Đánh giá TNmS | Đánh giá TNmS     | Đánh giá AGB | Đánh giá AGB      |
| # | Ngày phát sóng       | Phiên bản                             | Toàn quốc     | Vùng thủ đô Seoul | Toàn quốc    | Vùng thủ đô Seoul |
| - | -------------------- | ------------------------------------- | ------------- | ----------------- | ------------ | ----------------- |
| 1 | 23 tháng 1 năm 2012  | Law of the Jungle W Tết Triều Tiên    | 12.4%         | 13.9%             | 12.9%        | 10.5%             |
| 2 | 1 tháng 10 năm 2012  | Law of the Jungle W Tết Trung Thu     | 14.3%         | 15.3%             | 11.8%        | 12.5%             |
| 3 | 23 tháng 11 năm 2012 | Law of the Jungle W đặc biệt Tập.1    | 9.4%          | 10.6%             | 10.2%        | 11.9%             |
| 4 | 7 tháng 12 năm 2012  | Law of the Jungle W đặc biệt Tập.2    | 9.3%          | 11.4%             | 9.1%         | 10.6%             |
| 5 | 14 tháng 12 năm 2012 | Law of the Jungle W đặc biệt Tập.3    | 9.8%          | 11.9%             | 9.8%         | 11.0%             |
| 6 | 21 tháng 12 năm 2012 | Law of the Jungle W đặc biệt Tập cuối | 10.2%         | 11.7%             | 10.1%        | 11.0%             |
| 7 | 11 tháng 2 năm 2013  | Law of the Jungle K Tết Triều Tiên    | 11.6%         | 12.5%             | 10.4%        | 11.2%             |

## Giải thưởng và đề cử
| Năm  | Giải thưởng |
| ---- | --- |
| 2011 | - 5th SBS Entertainment Awards (30 tháng 12) - Giải thưởng xuất sắc nhất: Thể loại thực tế - Kim Byung-man - Giải thưởng thành tựu - Luật rừng của Kim Byung-man |
| 2012 | - SBS Entertainment Awards lần 6 (30 tháng 12) - Giải nghệ sĩ xuất sắc - Choo Sung-hoon & Jeon Hye-bin - Giải nhà sản xuất - Yoon Do-hyun - Giải thưởng xuất sắc nhất: Thể loại thực tế - Kim Byung-man - Chương trình xuất sắc nhất - Law of the Jungle                                              |
| 2013 | - 46th Houston International Film Festival (12 tháng 4) - Giải nhất: Thể loại tài liệu thực tế - Law of the Jungle ở Vanuatu |
| 2013 | - 49th Baeksang Arts Awards (9 tháng 5) - Thể loại TV: Giải thưởng giải trí - Kim Byung-man |
| 2013 | - SBS Entertainment Awards lần 7 (30 tháng 12) - Giải nhân viên xuất sắc - Law of the Jungle - Giải nhà văn xuất sắc - Joo Gi-bbeum - Giải hữu nghị - Ryu Dam - Giải nổi tiếng - Cho Yeo-jeong & Kim Sung-soo - Giải thử thách xuất sắc - Ahn Jung-hwan & Oh Jong-hyuk - Giải Daesang - Kim Byung-man |
| 2014 | - SBS Awards Festival lần 8 - Giải giải trí xuất sắc - Ye Ji-won, Park Jung-chul, Ryu Dam - Thể loại giải trí - Giải chương trình xuất sắc |
| 2015 | - SBS Awards Festival lần 9 - Giải Daesang - Kim Byung-man (với Yoo Jae-suk) - Giải giải trí xuất sắc - Park Han-byul, Yook Joong-wan - Giải thử thách xuất sắc - Jeong Jinwoon |